# Pueblo Libertador
Pueblo Libertador är en ort i Argentina.   Den ligger i provinsen Corrientes, i den nordöstra delen av landet, 500 km norr om huvudstaden Buenos Aires. Pueblo Libertador ligger 38 meter över havet och antalet invånare är 3 973.
Terrängen runt Pueblo Libertador är mycket platt. Trakten är glest befolkad. Det finns inga andra samhällen i närheten.